# Cucullia celsiphaga
Cucullia celsiphaga är en fjärilsart som beskrevs av Charles Boursin 1940. Cucullia celsiphaga ingår i släktet Cucullia och familjen nattflyn. Inga underarter finns listade i Catalogue of Life.